# فنجان البلد (مجموعه تلویزیونی)
فنجان البلد یک مجموعه تلویزیونی طنز فلسطینی در سبک کمدی سیاه به نویسندگی و کارگردانی عبدالرحمن ظاهر است. سه فصل از این سریال در چندین شبکه تلویزیونی، از جمله رویا تی وی اردن و شبکه العربی لندن، تولید و پخش شد. فیلمبرداری در فلسطین و اردن انجام شد و برخی از قسمت‌های این مجموعه تلویزیونی در آرشیو کتابخانه ملی اردن نگهداری می‌شود.   

## فیلم‌نامه
داستان‌های این سریال به موضوعات حساس سیاسی و اجتماعی می‌پردازد که از نزدیک با فلسطین و جهان عرب مرتبط است. آنها به وضوح از فساد درون دولت‌ها و در میان مقامات انتقاد می‌کنند. 

## تولید تلویزیون

### در فلسطین
فصل اول در سال ۲۰۱۳ در فلسطین تولید شد و قسمت‌های آن دارای اتهامات سیاسی، انتقادی و طنزآمیز از سیاست‌های حکومت تشکیلات خودگردان فلسطین و پرونده‌های فساد بود. این امر منجر به جنجال‌ها و مسائل حقوقی قابل توجهی برای شرکت تولید شد و در نتیجه عبدالرحمن ظاهر کارگردان و تیمش تصمیم گرفتند به اردن بروند.   

### در اردن
فصل دوم در سال ۲۰۱۴ در اردن فیلمبرداری شد و از تلویزیون رویا پخش شد. این فصل باعث شد که تشکیلات خودگردان فلسطین دفتر رویا تی وی در رام الله را به طور موقت ببندد و مدعی شد که محتوای این سریال برای مقامات توهین آمیز است. 
در سال ۲۰۱۵ فصل سوم از شبکه العربى در لندن تولید و پخش شد. پنج سال بعد، در سال ۲۰۲۰، تشکیلات خودگردان فلسطین عبدالرحمن ظاهر را پس از بازگشت به فلسطین به دلیل مخالفت های سیاسی وی دستگیر کرد. او متهم به توهین به مقامات از طریق سریال ها و برنامه های تلویزیونی اش شد. محاکمه او مورد توجه رسانه ها قرار گرفت و فعالان، روزنامه نگاران و مدافعان حقوق بشر خواستار آزادی فوری او شدند. دادگاه فلسطین پس از دو سال محاکمه و مراحل قانونی، او را از همه اتهامات در پایان سال ۲۰۲۲ تبرئه کرد.  

## فصل‌ها
| فصل‌ها   | شمار قسمت‌ها | انتشار اولیه | شبکه تلویزیونی | کشور سازنده |
| ------- | ----------- | ------------ | -------------- | ----------- |
| فصل اول | ۳۰          | ۲۰۱۳         | تلویزیون رويا  | دولت فلسطین |
| فصل دوم | ۱۵          | ۲۰۱۴         | تلویزیون رويا  | اردن        |
| فصل سوم | ۱۵          | ۲۰۱۵         | شبكه العربى    | اردن        |